# وودهال اسپا
وودهال اسپا (به انگلیسی: Woodhall Spa) یک روستا و محله مدنی در بریتانیا است که در لیندسی شرقی واقع شده‌است. وودهال اسپا ۱۳٫۴۲ کیلومتر مربع مساحت و ۴٬۰۰۳ نفر جمعیت دارد.

## خواهرخوانده
شهر Roézé-sur-Sarthe خواهرخواندهٔ وودهال اسپا هست.